# Allan Bäckman

Allan Bäckman i djungeln, Peru, 1920.

Tor Allan Bäckman, född 5 mars 1893, Visingsö, Jönköpings län, Småland, död 28 augusti 1956, Malmö, lärare, geolog, konsul och direktör. Han tog studenten i Jönköping 1911 och blev så småningom folkskollärare i Stockholm från 1914. Han gifte sig 27 oktober 1918. Under åren 1920-1921 följde han med Otto Nordenskjöld på en expedition till Peru och Patagonien. Sten von Rosen deltog som zoolog och Nils Pallin som kartograf.